# Ethiopian Coffee Sport Club
Ne pas confondre avec Coffee United Sports Club, club ougandais de football
Maillots
Actualités
Le Ethiopian Coffee Sport Club (en amharique : የኢትዮጵያ ቡና), plus couramment abrégé en Ethiopian Coffee, est un club éthiopien de football fondé en 1976 et basé à Addis-Abeba, la capitale du pays.
Le club est également appelé Ethiopian Bunna, et a aussi été nommé Bunna Gebeya.

## Palmarès
| \| - Championnat d'Éthiopie (2) : - Champion : 1996-97 et 2010-11. - Coupe d'Éthiopie (5) : - Vainqueur : 1987-88, 1997-98, 1999-00, 2002-03 et 2007-08. - Finaliste : 2003-04 et 2005-06. \| \| - Supercoupe d'Éthiopie (5) : - Vainqueur : 1988, 1997, 2000, 2008 et 2011. - Finaliste : 2003. \| |  |                                                                                                 |
| - Championnat d'Éthiopie (2) : - Champion : 1996-97 et 2010-11. - Coupe d'Éthiopie (5) : - Vainqueur : 1987-88, 1997-98, 1999-00, 2002-03 et 2007-08. - Finaliste : 2003-04 et 2005-06. |  | - Supercoupe d'Éthiopie (5) : - Vainqueur : 1988, 1997, 2000, 2008 et 2011. - Finaliste : 2003. |

## Personnalités du club

### Présidents
- Abdurezak Sherif
- Meto Aleka Fekade Mamo

### Entraîneurs
- Dragan Popadić
- Nebojša Vučićević
- Kosta Papić
- Wubetu Abate
- Paulos Getachew
- Abrham Berhane
- Kassaye Arage

## Logo

Évolution du logo
Logo de [Quand ?] à [Quand ?].
Logo depuis [Quand ?].